# Нега и чување кларинета
По завршетку вежбања, сваки део кларинета треба стрпљиво обрисати. Овим начином спроводимо хигијену и сигурно продужавамо век инструменту. 
Необрисане капљице се сливају у јастучиће и они труле, док дрво бубри и може да напрсне (најчешће буренце и горње тело).
Металне делове, такође, бришемо до поновног сјаја. Тако чист кларинет пакујемо у кутију, која га штити од ломова, промена температура и влаге.

## Када и како треба брисати кларинет
- Кларинет треба брисати и у паузама свирања на следећи начин:

1. скинемо усник,
2. пустимо тег с канапом да падне кроз левак у инструмент,
3. прихватимо га на врху буренцета и
4. провлачимо крпу неколико пута.

- Усник нипошто не бришемо овако, јер би то оштетило врх и углове пластике, који су најважнији за стварање тона.

Њега само оперемо млаком водом (не и плуту) и без притискања пажљиво обришемо ватом или меком крпом.
- Трску обришемо и ставимо у њену кутијицу.[3]

## Крпа за брисање кларинета
Крпу за брисање можемо лако направити: 
1. Узмемо обичну марамицу.
2. За један њен крај вежемо пертлу дужине 80 цм.
3. У доњи део пертле убацимо металан тег (рецимо олово за пецање).
4. Крај пертле зашијемо да тег не може да испадне.

## Још неколико важних савета за очување кларинета
- Све плутане делове приликом спајања кларинета, по потреби, мало намажемо лојем.

- Опруге (федере), зглобове и шрафиће свака три до четири месеца подмазујемо финим машинским уљем.

- Бар једанпут у години дајемо инструмент на сервисирање.

- Кларинет немојте нипошто излагати наглим температурним променама (нпр. из топле у хладну собу), јер може доћи до прскања дрвета. Не остављајте га на места где пада јака сунчева светлост.

- Кутију са кларинетом не стављајте на радијатор или крај њега.